# 2935 Naerum
2935 Naerum (1976 UU) là một tiểu hành tinh vành đai chính được phát hiện ngày 24 tháng 10 năm 1976 bởi R. M. West ở La Silla.